# Попов Олександр Андрійович (художник)
Олександр Андрійович Попо́в (рос. Александр Андреевич Попов; нар. 15 лютого 1852, Георгієвське — пом. 5 серпня 1919, Одеса) — український живописець і педагог; член-засновник Товариства південноросійських художників.

## Біографія
Народився 15 лютого 1852 року в селі Георгієвському (тепер Ярославська область, Росія). Протягом 1872—1879 років навчався уПетербурзькій академії мистецтв (її академік з 1885 року). За час навчання отримав у 1875 році дві малі срібні медалі, 1876 року — дві великі срібні медалі, 1878 року — малу золоту медаль, 1879 року — велику золоту і золоту медалі.
У 1881—1885 роках відвідав Дрезден, Відень, Мюнхен, Париж. Протягом 1885—1917 років був директором Одеської рисувальної школи.
Помер в Одесі 5 серпня 1919 року. Похований в Одесі на Першому християнському цвинтарі.

## Творчість
Серед робіт:
- «Христос і грішниця» (1879; Латвійський національний художній музей);
- «Похорон мучениці-християнки в катакомбах» (Харківський художній музей);
- «Одеський рейд» (1885);
- «Коли пани відсутні» (1892; Одеський художній музей);

Також виконував портрети, пейзажі.
Брав участь у виставках Петербурзької академії мистецтв, Товариства південноросійських художників. У 1896 року в Одесі відбулася виставка картин Ісаака Левітана, Віктора Симова і Олександра Попова.

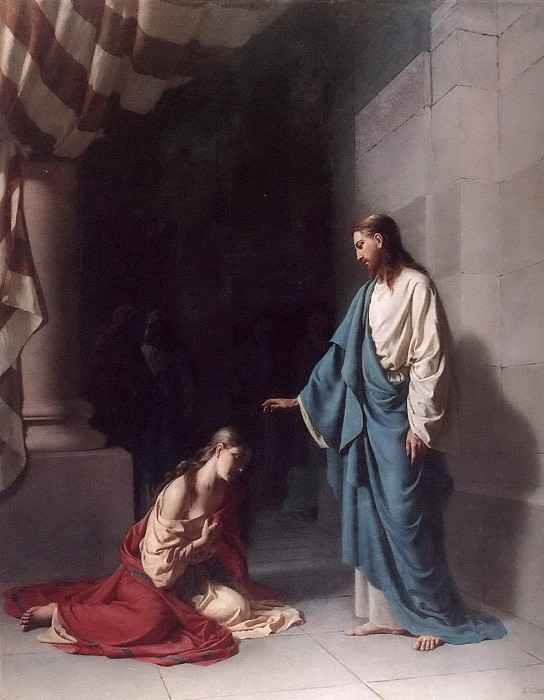
«Христос і грішниця».
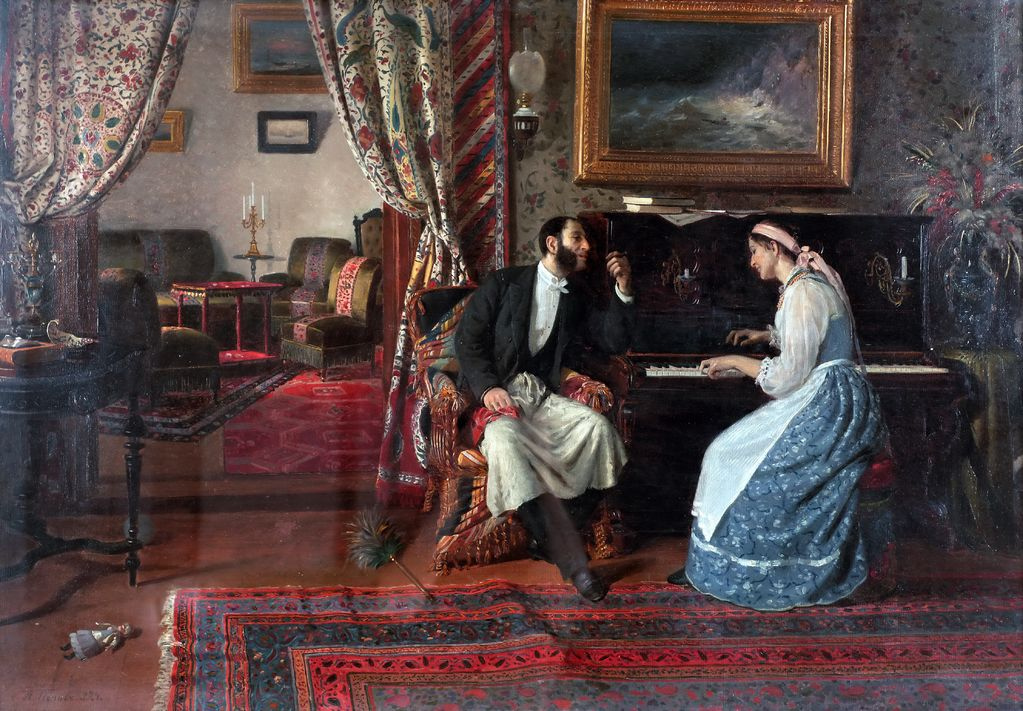
«Коли пани відсутні»
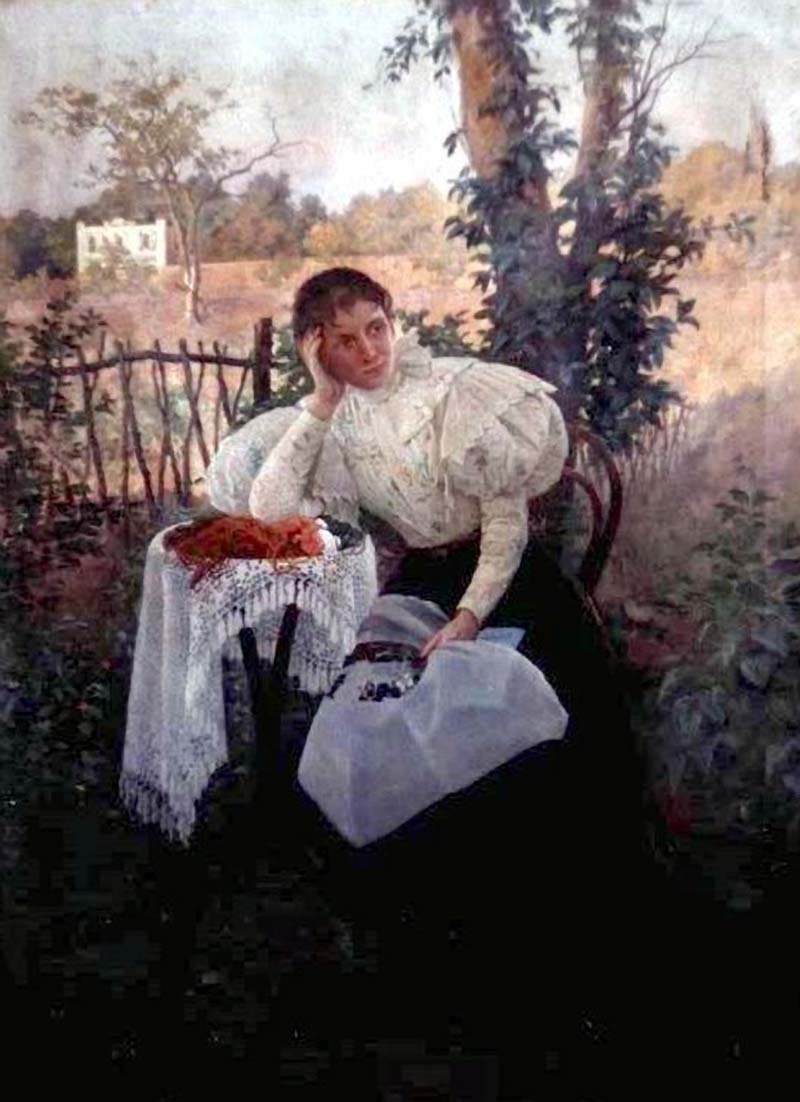
Портрет дружини
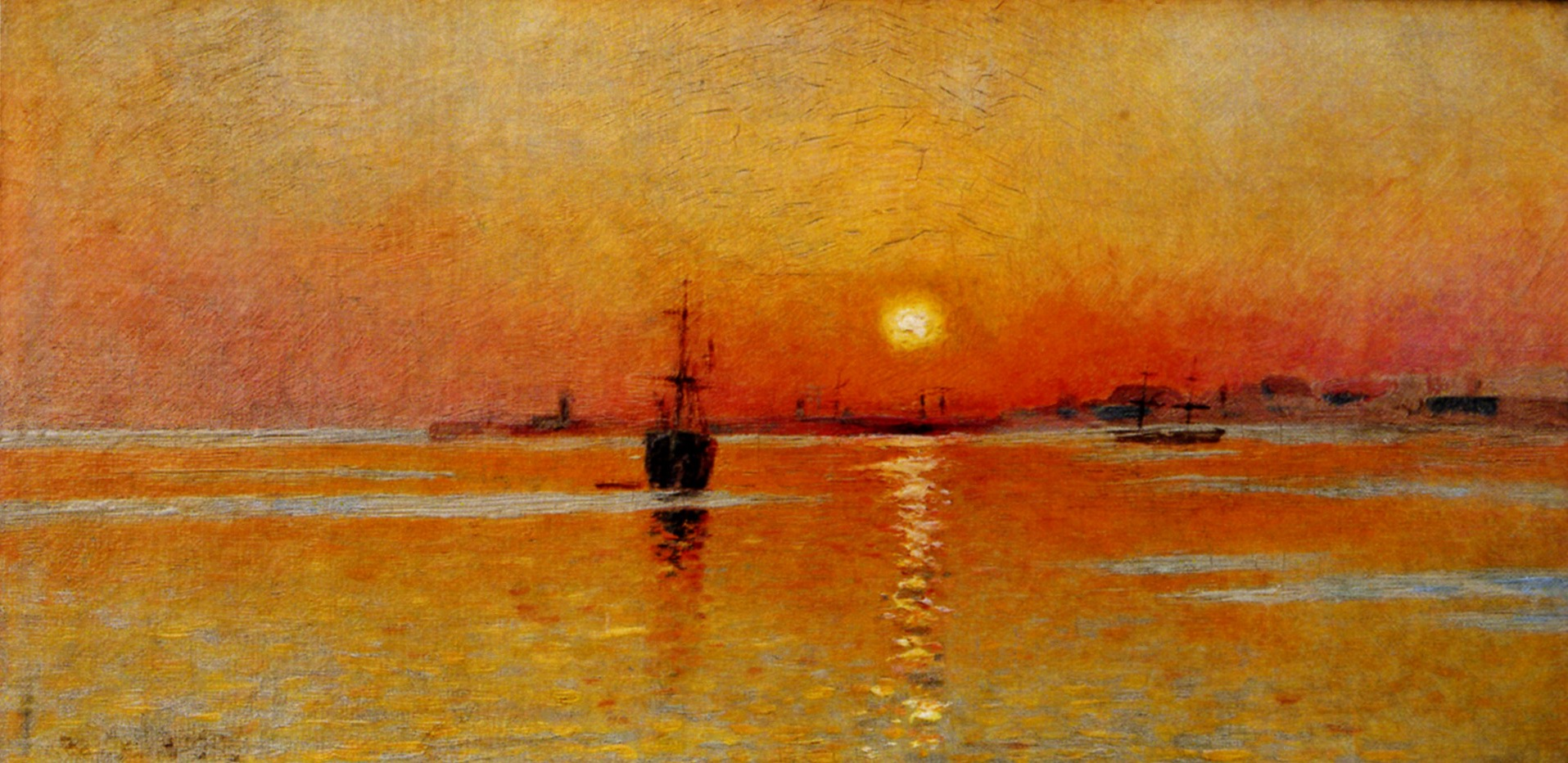
«Одеський рейд»